# Quintanilla de la Mata
Quintanilla de la Mata é um município da Espanha na província de Burgos, comunidade autónoma de Castela e Leão, de área 13,94 km² com população de 147 habitantes (2007) e densidade populacional de 11,26 hab/km².

## Demografia
| Variação demográfica do município entre 1991 e 2004 | Variação demográfica do município entre 1991 e 2004 | Variação demográfica do município entre 1991 e 2004 | Variação demográfica do município entre 1991 e 2004 |
| --------------------------------------------------- | --------------------------------------------------- | --------------------------------------------------- | --------------------------------------------------- |
| 1991                                                | 1996                                                | 2001                                                | 2004                                                |
| 174                                                 | 177                                                 | 160                                                 | 157                                                 |